# Jennie Löfgren
Jennie Löfgren, född 22 juli 1977 i Östersund, är en svensk filmmusikkompositör, sångerska, låtskrivare och musikproducent.
Hon slog igenom 2001 med egenskrivna låten "Somewhere". På senare år har hon mest skrivit film/TV- och reklam-musik. Bland annat musiken till Beck-filmer, flera biofilmer och TV-serier som till exempel Viaplays serie "Heder" och reklammusik för Indiska, HM och mycket annat. Hon har givit ut två egna album som singer/songwriter och producerat och skrivit låtar åt andra artister. Hon är gift med Anders Herrlin från Gyllene Tider.
Hösten 2018 kom hennes första klassiska/instrumentala trilogi "Dreamology". Låten "The Waves" (från Dreamology part one) var i oktober 2018 den 9:e mest spelade klassiska låten på Apple music i USA.

## Diskografi

### Studioalbum
- Meant to Be (2002)
- Jennie Löfgren (2005)
- Dreamology part one (EP) (2018)
- Dreamology part two (EP) (2018)
- Dreamology part tree (EP) (2019)
- Dreamology (Album) (2019)

### Singlar
- You Make Me Feel (1999)
- Somewhere (2001)
- Believer (2001)
- Meant to Be (2001)
- I Walk Alone (2005)

### Filmmusik
- Beck – Skarpt läge (2006)
- Beck – Flickan i jordkällaren (2006)
- Beck – Gamen (2007)
- Beck – Advokaten (2006)
- Beck – Den svaga länken (2007)
- Beck – Den japanska shungamålningen (2007)
- Beck – Det tysta skriket (2007)
- Beck – I Guds namn (2007)
- Häxdansen, TV-serie SVT, 6 avsnitt (2008)
- Oskyldigt dömd (TV-serie)  TV4, 12 avsnitt (2008)
- Oskyldigt dömd (TV-serie) säsong 2 TV4, 12 avsnitt (2009)
- Beck – I stormens öga" 2(2009)
- Beck – Levande begravd" (2010)
- Bröderna Karlsson  regi: Kjell Sundvall (2010)
- I nöd eller lust  regi: Kjell Sundvall (2015)
- Vilken jävla cirkus regi: Helena Bergström (2018)
- Heder (TV-serie) regi: Richard Holm,
- Rapport från 2050 (TV-serie) regi: Karin af Klintberg (2020)
- Världens sämsta indier (TV-serie) regi: Karin af Klintberg (2020)
- Heder, säsong 2 (TV-serie) regi: Olof Spaak, Anette Sidor
- Heder, säsong 3 (TV-serie) regi: Joakim Eliasson
- Såna som jag förändras aldrig regi: John Sundvall
- Vi dör i natt regi: Richard Holm (2025)

### Låtsamarbeten
- Atomic Kitten – "Believer" (låtskrivare)
- MarieLou – "Tactile" (låtskrivare/producent/musiker)
- Marie Picasso – "Earth & Sky" (låtskrivare/producent/musiker)
- Mauro Scocco – "En av oss" (producent /additional programming) Album: Herr Jimsons äventyr
- Mauro Scocco – "Kall stjärna", "Fritt fall" (additional programming/körsång) Album: Herr Jimsons äventyr
- Janet Jackson – "Don't Stop" (additional programming) Album: Damita Jo
- Gyllene Tider – "Varje gång det regnar", "Jag borde förstås vetat bättre" (körsång) Album: Finn 5 fel!
- Lene – "Bad Coffee Day" (additional programming/stråkarrangemang), "Virgin Superstar" (additional programming) Album: Play With Me
- Matt Cerf – "Butterflies" (låtskrivare/artist)